# Selaön
Selaön es la mayor isla en el lago Mälaren, Suecia. Se encuentra en Stallarholmen, al este de Strängnäs, y tiene alrededor de tres mil residentes permanentes. Un puente conecta la isla con el continente. Es la isla más larga situada en un lago en Suecia.
En el Heimskringla, Granmar, el rey de Södermanland, fue asesinado en esta isla por Ingjald.

## Referencias

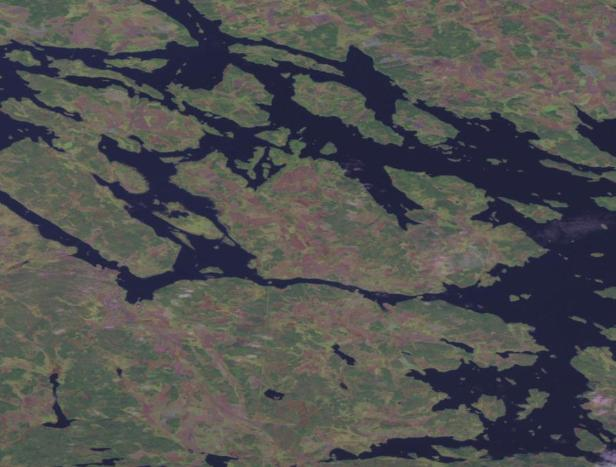
Imagen de satélite de la isla Selaön.